# Rio São Francisco (vattendrag i Brasilien, Paraná, lat -24,80, long -51,30)
Rio São Francisco är ett vattendrag i Brasilien.   Det ligger i delstaten Paraná, i den södra delen av landet, 1 100 km söder om huvudstaden Brasília.
Omgivningen kring Rio São Francisco är en mosaik av jordbruksmark och naturlig växtlighet. Området är glesbefolkat, med 8 invånare per kvadratkilometer.